# Osmani
Osmane ali Osmansko rodbino (turško Osmanlı Hanedanı) so sestavljali člani cesarske hiše Osman (osmanskoturško خاندان آل عثمان, latinizirano: Ḫānedān-ı Āl-ı ʿOsmān), znano tudi kot Osmanli (Osmanlı). Po osmanski tradiciji družina izvira iz plemena Kayı, veje Oguških Turkov , pod Osmanom I. v severozahodni Anatoliji v okrožju Bilecik Söğüt. Osmanska rodbina, imenovana po Osmanu I., je vladala Osmanskemu cesarstvu od okoli 1299 do 1922.
V večjem delu zgodovine cesarstva je bil sultan absolutni regent, šef države in vodja vlade, čeprav se je velik del moči pogosto preusmeril na druge uradnike, kot je Veliki vezir. Med prvim (1876–78) in drugim ustavnim obdobjem (1908–20) poznega cesarstva je bil sprejet premik k ustavni monarhiji, pri čemer je Veliki vezir prevzel glavno ministrsko vlogo in vodil izvoljeno Generalno skupščino.
Cesarska družina je bila odstavljena z oblasti, sultanat pa je bil 1. novembra 1922 med turško neodvisno vojno ukinjen. Naslednje leto je bila razglašena Republika Turčija. Živi člani rodbine so bili sprva poslani v izgnanstvo kot personae non gratae, čeprav so se nekateri lahko vrnili in so živeli kot zasebni državljani v Turčiji. V sedanji obliki je družina znana kot družina Osmanoğlu.